# 香登駅
香登駅（かがとえき）は、岡山県備前市香登西にある、西日本旅客鉄道（JR西日本）赤穂線の駅である。駅番号はJR-N10。

## 歴史
- 1962年（昭和37年）9月1日：国鉄赤穂線伊部駅 - 東岡山駅間延伸時に開設[2]。旅客のみ取扱う無人駅[3]。
- 1987年（昭和62年）4月1日：国鉄分割民営化に伴い、JR西日本の駅となる[1]。
- 2018年（平成30年）9月15日：ICOCA対応IC専用機導入。ICOCAが利用可能となる[4]。
- 2023年（令和5年）：駅前のバリアフリートイレ使用開始[要出典]。

## 駅構造
岡山方面に向かって右側に単式ホーム1面1線を有する地上駅（停留所）である。棒線駅のため、岡山方面行・播州赤穂方面行双方が同一ホームに発着する。ホームは嵩上げされている。
東岡山駅管理の無人駅。駅舎は無く、直接ホームに入る形となっている。上屋下に自動券売機とICカード読取装置が設置されている。

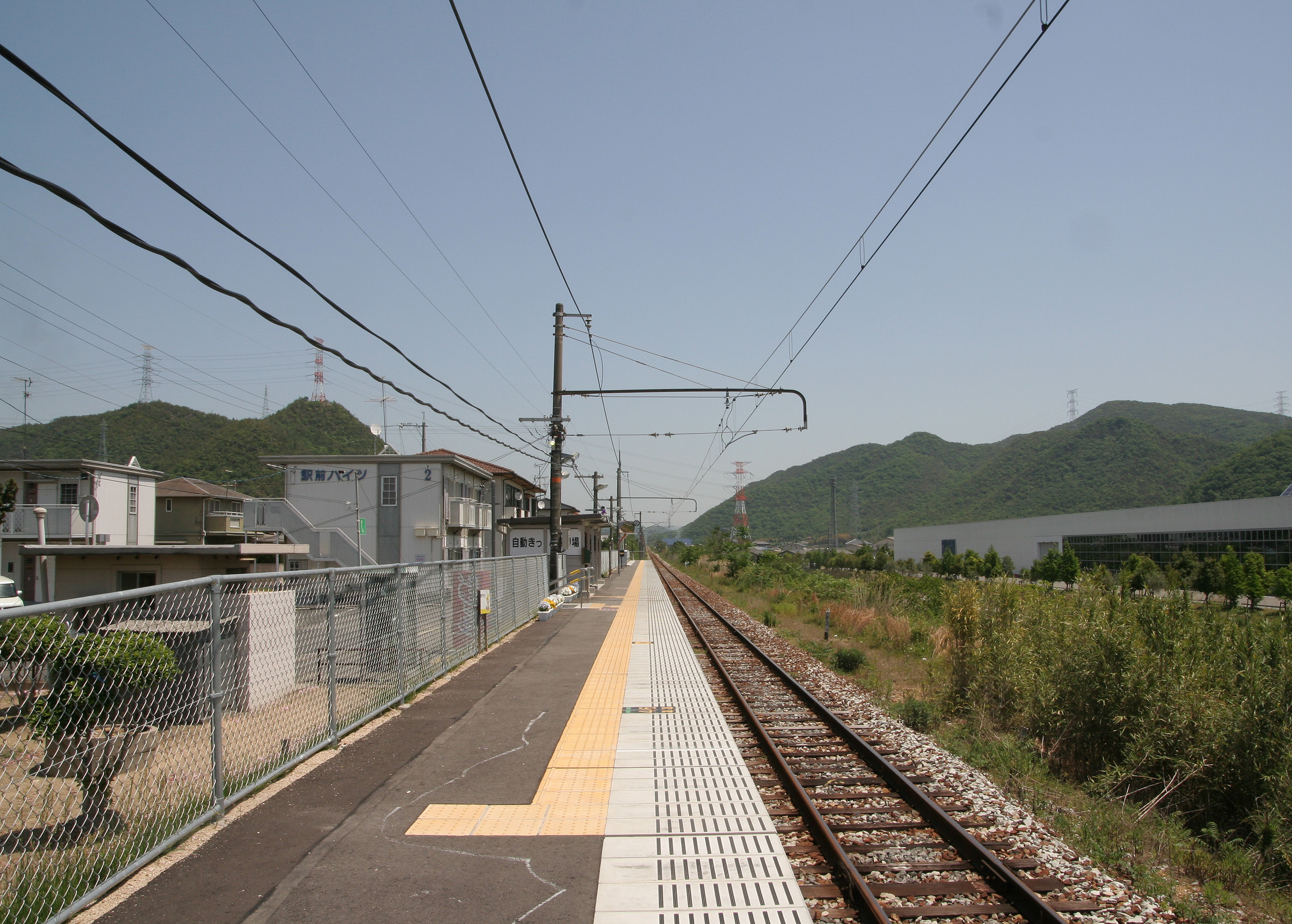
構内（2008年5月、伊部方）
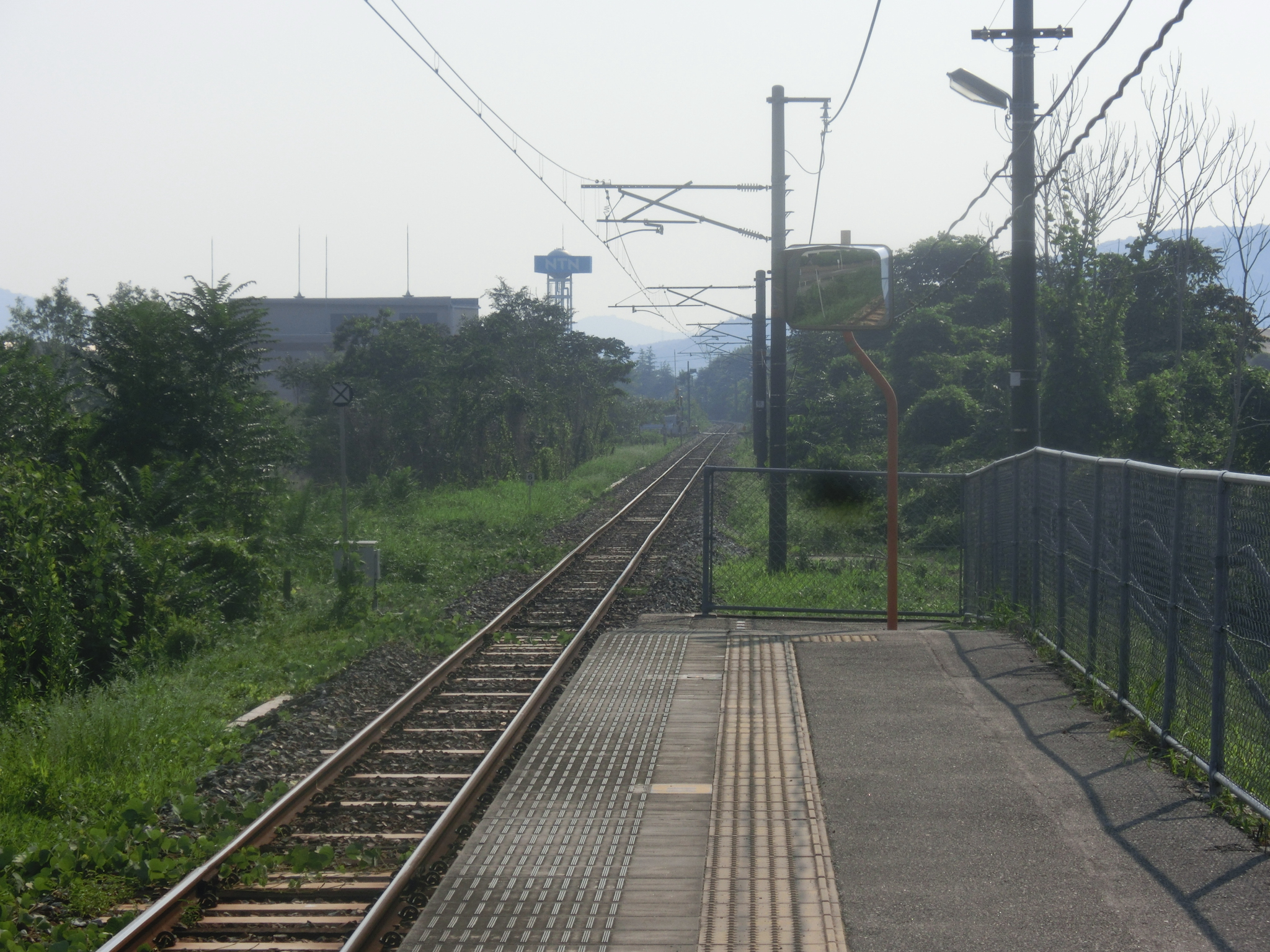
構内（2019年8月、長船方）

## 利用状況
近年の1日平均乗車人員の推移は以下の通り
。
| 乗車人員推移 | 乗車人員推移 |
| 年度         | 1日平均人数  |
| ------------ | ------------ |
| 1999         | 263          |
| 2000         | 276          |
| 2001         | 273          |
| 2002         | 289          |
| 2003         | 300          |
| 2004         | 282          |
| 2005         | 281          |
| 2006         | 272          |
| 2007         | 271          |
| 2008         | 285          |
| 2009         | 282          |
| 2010         | 276          |
| 2011         | 262          |
| 2012         | 259          |
| 2013         | 291          |
| 2014         | 294          |
| 2015         | 305          |
| 2016         | 300          |
| 2017         | 304          |
| 2018         | 298          |
| 2019         | 290          |
| 2020         | 239          |
| 2021         | 226          |

## 駅周辺
小さいながら駅前広場（バリアフリー公衆トイレ有）、ロータリーがある。住宅地である。商店等は無い。駅北側に山陽新幹線の線路と国道2号があり、備前片上駅付近まで並走する。工場等もある。
- 国道2号
- 国道250号
- 備前市立香登保育園
- 備前市立香登幼稚園
- 備前市立香登小学校
- 香登郵便局
- ナンバホームセンター
- 西濃運輸備前営業所
- NTN岡山製作所
- ミサワホーム岡山工場
- 日東化成工業岡山工場
- ヤンマー物流サービス中国流通センター
- 備前長船刀剣博物館
- 鶴山丸山古墳
- 大阪屋食堂（ドライブイン）
- おさふねサービスエリア（ドライブイン、2024年11月現在改築のため休業中）
- 鷹取醤油株式会社

### バス路線
国道2号沿いに「香登駅前」停留所があり、以下の路線が発着する。
- 宇野バス
  - 片上 / 岡山駅

## 隣の駅
西日本旅客鉄道（JR西日本）
 赤穂線
伊部駅 (JR-N11) - 香登駅 (JR-N10) - 長船駅 (JR-N09)